# Pfuhlschnepfe

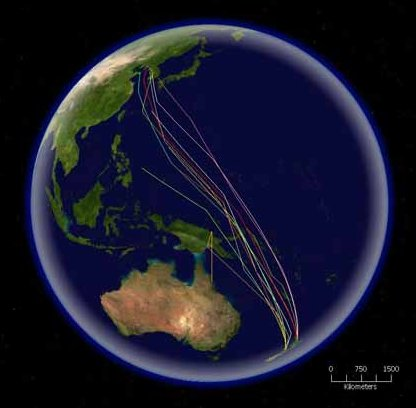
Flugroute einiger Pfuhlschnepfen im März 2007 von Neuseeland in den Norden, aufgezeichnet vom USGS

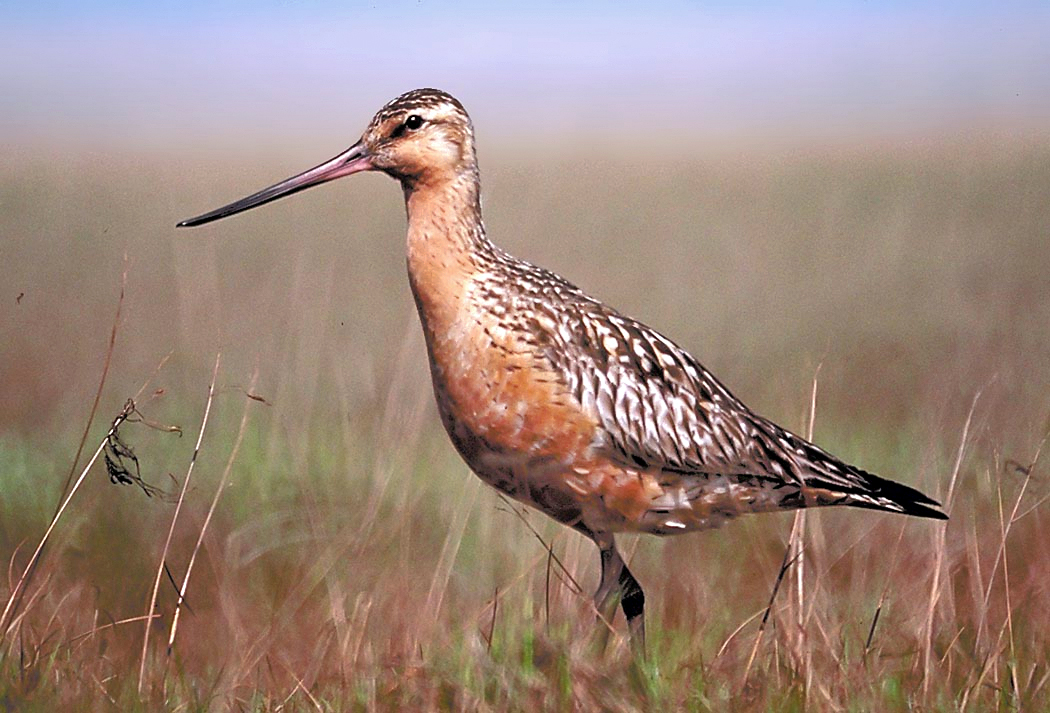
Pfuhlschnepfenmännchen im Prachtkleid

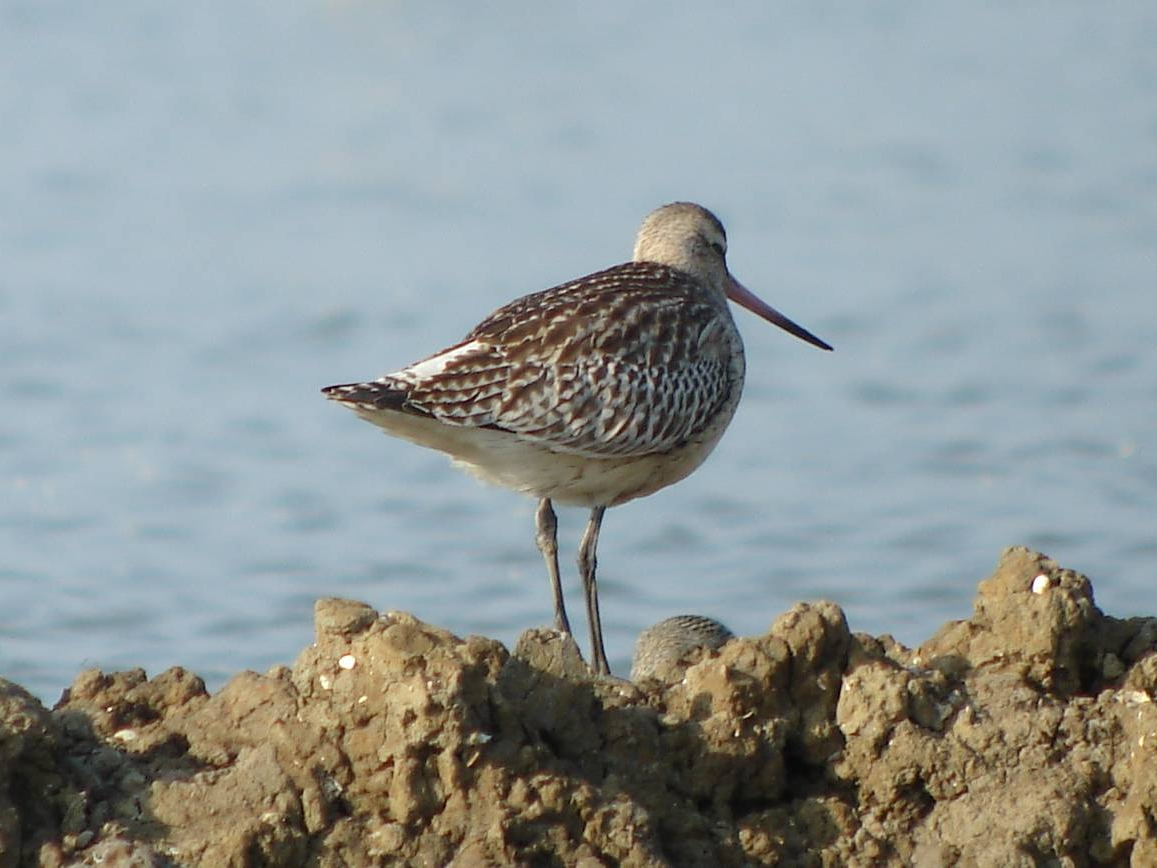
Pfuhlschnepfe im Réserve ornithologique du Teich, Frankreich

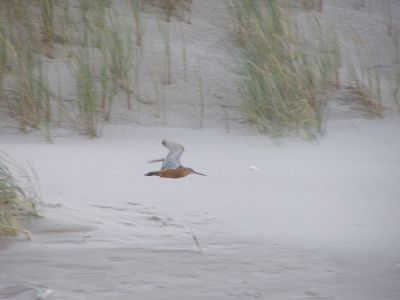
Flug einer Pfuhlschnepfe an der polnischen Ostseeküste

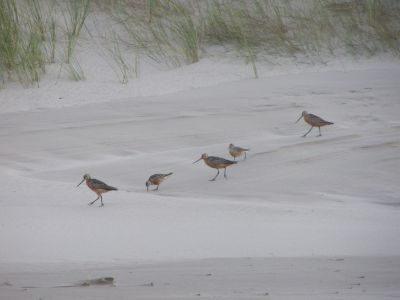
Pfuhlschnepfen an der Ostsee in Polen

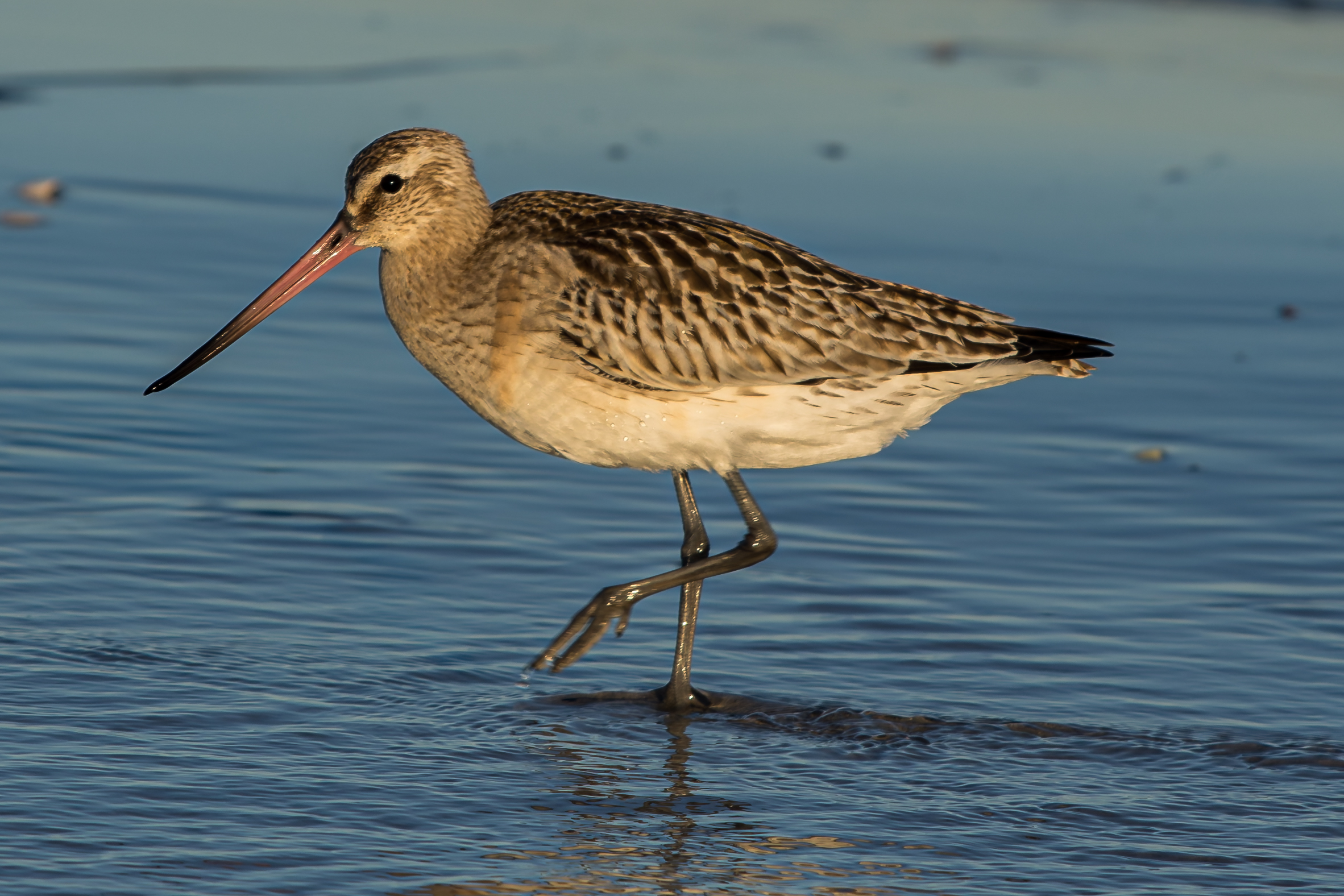
Pfuhlschnepfe im Schlichtkleid

Die Pfuhlschnepfe (Limosa lapponica) ist eine Vogelart aus der Familie der Schnepfenvögel (Scolopacidae). Im mitteleuropäischen Wattenmeer ist die Pfuhlschnepfe ein regelmäßiger und häufiger Durchzügler und Wintergast. Vor allem an der mitteleuropäischen Küste übersommern auch einige Vögel. Pfuhlschnepfen sind in ihrem globalen Bestand bedroht und wurden 2015 auf die Vorwarnliste der Internationalen Roten Liste gefährdeter Arten gesetzt.

## Merkmale
Die Pfuhlschnepfe ist in ihrem Erscheinungsbild der Uferschnepfe sehr ähnlich, hat aber kürzere Beine. Auch ihr Schnabel ist etwas kürzer als bei den Uferschnepfen und stets aufgeworfen. Pfuhlschnepfen erreichen eine Körperlänge von 37 bis 41 Zentimetern und wiegen zwischen 230 und 360 Gramm.
Im Prachtkleid ist das Gefieder der Männchen intensiv rostrot; das der Weibchen ist dagegen etwas matter und auf Hals, Brust und Vorderbauch mehr rotbräunlich gefärbt. Im Schlichtkleid ist das Gefieder bei beiden Geschlechtern blass hellbraun.
Ihr Schnabel hat eine Länge von 7–11 Zentimetern. Mit seiner Hilfe können die Pfuhlschnepfen bei Ebbe Würmer, Krabben und andere Lebewesen aus dem Sand oder Watt pulen. Im Winterquartier kann sich ihr Gewicht durch diese Nahrung verdoppeln. Die Energiereserven dienen dem Rückflug in ihr Brutgebiet.

## Verbreitung
Die Pfuhlschnepfe ist ein Brutvogel der feuchten arktischen Tundra und ist vom nördlichen Rand der Waldzone in Lappland über Eurasien bis nach Westalaska verbreitet. Es werden fünf bedeutende Brutgebiete unterschieden:
- der Norden Fennoskandinaviens, der Norden des Gebiets des Weißen Meeres und der Kanin-Halbinsel
- das Gebiet von der Jamal-Halbinsel bis zur Mündung des Anabar
- das Gebiet von der Mündung der Lena bis zur Tschaunbucht
- das Gebiet des Anadyr-Limans und des südlichen Teils der Tschuktschen-Halbinsel
- der Norden und Westen Alaskas.

Im Wattenmeer Mitteleuropas ist die Pfuhlschnepfe häufig in Scharen von Zehntausenden von Vögeln zu sehen, wenn sie in ihre Winterquartiere in Westeuropa und der Atlantikküste Afrikas ziehen. Wetlands International stuft diese Region als den europaweit wichtigsten Rastplatz ein, weil sich hier zu verschiedenen Zeiten des Jahres der größte Teil der Nominatform und der westlichen Population der Unterart Limosa lapponica taymyrensis versammeln. Sie halten sich dort vor allem in den Monaten von Juli bis Oktober und von Ende März bis Mitte Mai auf. Pfuhlschnepfen überwintern allerdings auch in Vorderasien und sogar in Neuseeland.

## Zugverhalten
Aufgrund der großen Distanz, die sie auf ihrem Weg in die Winterquartiere überwinden, zählen sie zu den Langstreckenziehern. Im September 2020 wurde der bis dahin längste Non-Stop-Flug einer Pfuhlschnepfe nachgewiesen. Das Tier mit der Bezeichnung 4BBRW (nach der Beringung „4-Blau-Blau-Rot-Weiß“) flog ohne Unterbrechung, in 224 Stunden 12.200 Kilometer, von Alaska nach Neuseeland. Am 25. Oktober 2022 wurde der Weltrekord durch einen fünf Monate alten Jungvogel jedoch gebrochen. Dieser startete am 13. Oktober in Alaska und landete am 25. Oktober in Tasmanien. Damit ist er innerhalb von 11 Tagen und einer Stunde 13.560 Kilometer ohne Unterbrechungen durchgeflogen.
In Neuseeland, wo sich die dort überwinternden Vögel in den Monaten September bis März aufhalten, wird die Pfuhlschnepfe englisch Bar-tailed Godwit und von den Māori kuaka  genannt. Der Rückflug wird mit Zwischenstationen über das Gelbe Meer, Japan und Kamtschatka angetreten. Auch hier wird eine Strecke von 11.026 Kilometern non-stop in neun Tagen zurückgelegt, bis der erste Zwischenstopp eingelegt wird. Die Vögel benutzen für diese Etappe nicht die kürzeste Luftlinie, die nur 9.575 Kilometer betragen würde.
Ein Großteil der Pfuhlschnepfen beginnt den Trans-Pazifik-Flug im Yukon-Kuskokwim-Delta im Westen Alaskas, einem der größten Flussdeltas der Erde. Das Nahrungsangebot ist dort im Sommer sehr reichhaltig und es gibt wenige Fressfeinde. Die Vögel können sich einen Energievorrat für den langen Flug aneignen. Die Brutvögel Fennoskandinaviens und des europäischen Teils Russlands bis zur Kanin-Halbinsel überwintern in Westeuropa. Ihre Überwinterungsquartiere erstrecken sich von der südlichen Nordsee, Großbritannien und Irland bis an die Atlantikküste Portugals und Südspaniens.

## Lebensraum
Pfuhlschnepfen brüten an moorigen Stellen in der Moos- und Strauchtundra sowie in sumpfigen Heiden des Weiden- und Birkengürtels in der Nähe der Baumgrenze. Außerhalb der Brutzeit hält sie sich auf feinsandigen und sandigen Flächen der Watte, Flachküsten, Flussmündungen und Meeresbuchten auf. Sie ist auch auf Schlickflächen sowie in kleiner Zahl auch an Schlammufern von Binnengewässern zu beobachten. Sie ist deutlich weniger häufig als die Uferschnepfe im Binnenland zu sehen.

## Lebensweise

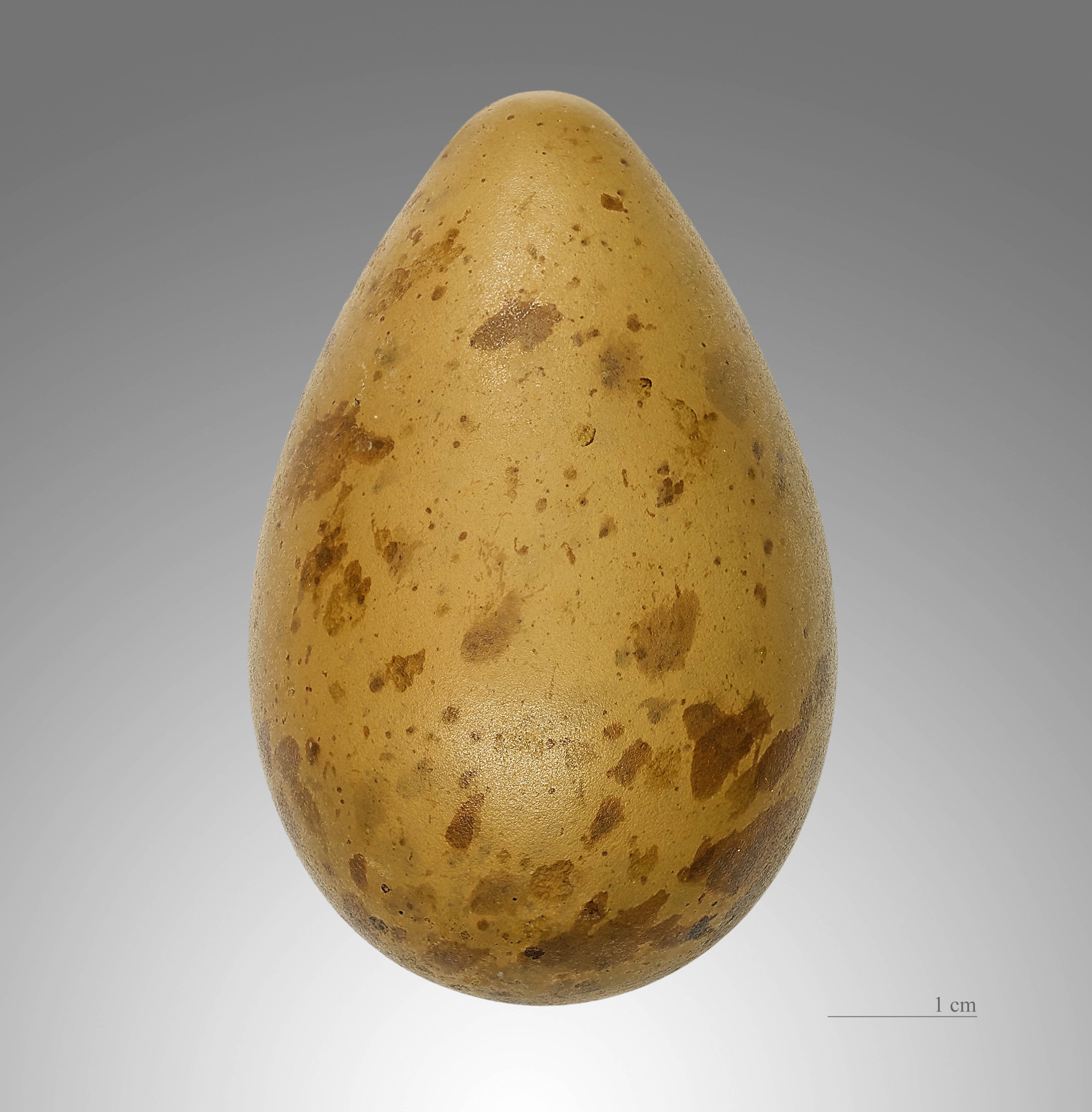
Ei der Pfuhlschnepfe

Der Nahrungserwerb der Pfuhlschnepfen an der Küste ist tidenabhängig und bei Ebbe sind sie auch nachts aktiv. Ihre Nahrung suchen sie überwiegend im Seichtwasser. Die Geschlechtsreife erreichen Pfuhlschnepfen nach dem zweiten oder dritten Lebensjahr. Das Nest ist eine flache, ausgekratzte Mulde. Das Gelege besteht aus drei bis vier Eiern. An der Bebrütung sind beide Elternvögel beteiligt. Die Brutzeit beträgt zwanzig bis einundzwanzig Tage.

## Bestandsentwicklung
2015 wurde die Art als weltweit bestandsgefährdet in die Internationale Rote Liste aufgenommen.
Die Pfuhlschnepfe gilt als eine der Arten, die vom Klimawandel besonders betroffen sein wird. Ein Forschungsteam, das im Auftrag der britischen Umweltbehörde und der RSPB die zukünftige Verbreitungsentwicklung von europäischen Brutvögeln auf Basis von Klimamodellen untersuchte, geht davon aus, dass bis zum Ende des 21. Jahrhunderts die Pfuhlschnepfe in ihrem heutigen europäischen Verbreitungsgebiet vollständig verschwinden wird. Größenmäßig wird sich das Verbreitungsareal um 75 Prozent verkleinern. Geeignete Lebensräume werden nach diesen Prognosen auf den Süden von Nowaja Semlja und den angrenzenden äußersten Nordosten Russlands begrenzt sein. Aktuell bieten diese Regionen der Art noch keine geeigneten Lebensräume.

## Besonderes
Der Asteroid des inneren Hauptgürtels (8441) Lapponica wurde am 2. Februar 1999 nach der Pfuhlschnepfe benannt (wissenschaftlicher Name: Limosa lapponica). Als Wintergast befand sich die Pfuhlschnepfe auf der niederländischen Roten Liste gefährdeter Vogelarten. Es wurden 1994 in den Niederlanden nur 2200 Vogelpaare gezählt.